# Драганчук Микола Миколайович
Микола Миколайович Драганчук (нар. 19 грудня 1966, місто Костопіль, Рівненська область) — голова Рівненської обласної ради з 8 вересня 2016 року.

## Біографія
У 1984 році закінчив Костопільську середню школу № 5 Рівненської області.
Трудову діяльність розпочав у листопаді 1984 року кореспондентом Костопільської районної газети «Червоний промінь». Після закінчення служби в радянській армії, з вересня 1987 року працював кореспондентом Сарненської районної газети «Будівник комунізму» (тепер «Сарненські новини»).
У 1993 році закінчив факультет журналістики Київського державного університету імені Тараса Шевченка.
Упродовж чотирьох років поєднував роботу в газеті «Сарненські новини» із працею власкору газети «Україна молода».
З 2002 року — головний редактор газети «Сарненські новини». У 2006 році обраний депутатом Сарненської районної ради Рівненської області.
У 2010—2015 роках — голова Сарненської районної ради VI скликання.
18 листопада 2015 року — 8 вересня 2016 року — 1-й заступник голови Рівненської обласної ради.
З 8 вересня 2016 року по 15 лютого 2018 року — голова Рівненської обласної ради.
Член Національної спілки журналістів України, нагороджений нагрудним знаком обласної ради, золотою медаллю української журналістики, Почесною грамотою Кабінету Міністрів України.
Безпартійний. Одружений, має двоє дітей.